# Mahshid Moshiri
Mahshid Moshiri (en persan : مهشید مشیری), née le 21 mars 1951 à Téhéran (Iran) et morte le 20 juin 2025 à Montrouge en France, est une femme de lettres iranienne, docteur en linguistique de la  Sorbonne. Spécialisée en lexicographie et encyclopédiste, elle est aussi romancière et nouvelliste. 

## Éléments biographiques
Mahshid Moshiri est née le 21 mars 1951, à Téhéran, en Iran. Elle est diplômée de la Sorbonne, avec un doctorat en linguistique. Elle est l'auteur du premier dictionnaire phono-orthographique persan. Elle est aussi encyclopédiste.

## Publications

### Dictionnaires  persans
- Dictionnaire persan (alphabétique et analogique). 5e éd, Soroush, Téhéran, 2004
- Dictionnaire compréhensif persan. Fascicule 1, Fondation de GEP, Téhéran, 2003
- Dictionnaire général persan. (2 Volumes). 3e éd, Alborz, Téhéran, 2004
- Petit dictionnaire Persan. 6e éd Alborz, Téhéran, 2003
- Dictionnaire persan du collège. 2e éd, Peykan, Téhéran, 2003

### Dictionnaires bilingues
- Dictionnaire des verbes (français-persan). 2e éd, Soroush, Téhéran, 2004
- Dictionnaire Atlas (anglais-persan), en 5 volumes, (Éditeur en chef). Aryan Tarjoman, Téhéran, 2007

### Dictionnaires spécialisés
- Dictionnaire phono-orthographique persan. Ketabsara, Téhéran, 1987
- Dictionnaire de l’européanisme persan. Alborz, Téhéran, 1993
- Dictionnaire de l'amour et du gnosticisme. Alborz, Téhéran, 1997
- Dictionnaire de réduplication, d’assimilation, et répétition en Persan. Agahan-e ide, Téhéran, 1999
- Dictionnaire thématique de lyrique de Sa'di. Presse Universitaire de Hormozgan, 2000
- Dictionnaire thématique de lyrique de Farrokhi Yazdi. Agahan-e ide, Téhéran, 2000
- Dictionnaire de rime et rythme Lyrique de Sa'di. Presse Universitaire de Hormozgan, 2001
- Dictionnaire vernaculaire persan. Agahan-e Ide, Téhéran, 2002
- Dictionnaire des poètes renommés persans : À partir de l'apparition du persan dari jusqu'à nos jours. Aryan Tarjoman, Téhéran, 2007

### Encyclopédisme
- Encyclopédie : Réflexion sur le Macrocosme. Fondation de GEP, Téhéran, 2000
- Propédie de la Grande Encyclopédie Persane (GEP), (Persan, anglais, français. Fondation de GEP. Téhéran, 2002
- La Grande Encyclopédie Persane. (Éditeur en chef).GEP. Téhéran, 2004

### Aperçus linguistiques
- Langue, lexique, et traduction. Alborz, Téhéran, 1994
- Persan et l’Interférence Linguistique. Presse Universitaire de Hormozgan, 1995
- Théorie de Sociolinguistique de la traduction. Agahan-e ide, Téhéran, 2000
- Théorie Phonologique de la Normalisation d'Orthographe. Fondation de GEP. Téhéran, 2004

### Recherches littéraires
- Les Elégies de Sa'di. Approche Linguistique de Théorie de Communication. Agahan-e Ideh, Téhéran, 2000
- Quatrains du Bābā Tāher. Agahan-e Ideh, Téhéran, 2004
- Rythme de l'Amour dans les Sonnets de Sa'di, Hafez et Mowlavi. Agahan-e Ideh, Téhéran, 2004
- Aperçu Mystique des Sonnets de Sa'dii. Agahan-e Ideh, Téhéran, 2004
- Aperçu mystique du Refrain de Sa'di. Agahan-e Ideh, Téhéran, 2004

### Poésie moderne
- Quarante Ans de Poésie (étude analytique et critique des poèmes de poète contemporain Iranien; Fereydoon Moshiri). Téhéran, 1996

### Romans
- Yād-e Jārān (souvenirs de l'enfance). Alborz, Téhéran, 1998
- Il y a un feu... (Roman). Hamshahri, Téhéran, 2003
- L'anémone a fleuri partout (Roman  persan en Français). Aryan Tarjoman, Téhéran, 2007

### Nouvelles
- Almā (nouvelles). Agahan-e Ideh, Téhéran, 1999
- Safura (nouvelles françaises). Téhéran, Agahan-e Ideh, Téhéran, 2000
- Mélodie de David (nouvelles). Agahan-e Ideh, Téhéran, 2004
- Le Sanglot à la gorge (nouvelles persanes en français). Aryan Tarjoman, Téhéran, 2007